# Rojan Juan Barani
Rojan Juan Barani (* 31. August 1999 in Bonn) ist ein deutscher Schauspieler.

## Leben
Rojan Barani wuchs in Sankt Augustin auf und war drei Jahre lang Sprecher des dortigen Jugendparlaments. Er besuchte die Realschule Niederpleis und später das Albert-Einstein-Gymnasium, welches er nach der 11. Klasse verließ. Von 2019 bis 2021 machte Barani eine Schauspielausbildung in Köln an der IAF – Internationale Akademie für Filmschauspiel. 2019 erhielt er erste Rollen im Fernsehen, bei Deutscher oder Merz gegen Merz, sowie als Synchronsprecher bei Kosmoo. Seine erste Hauptfigur in einer Serie war 2021 bei ZDFneo in Ich dich auch! mit Meriel Hinsching; dabei verkörperte er die Rolle des Yannik. Seit 2022 spielte er in Reihen wie Der Bozen-Krimi oder Am Ende – Die Macht der Kränkung aber auch Tonis Welt und Das Traumschiff.
Barani lebt in Berlin.

## Filmografie
Kino- und Synchronrollen
- 2019: Kosmoo
- 2020: Axiom (als Benjamin)

Fernsehen- und Streaming
- 2019: Der Mandarinenbaum (als kranker Enkel) (Kurzspielfilm)
- 2019: Iam.josephina (als Linus) (BR)
- 2019: Deutscher (als NR Emrah)
- 2019: Merz gegen Merz (als Lukas)
- 2020: Wild Republic (als Abdullah)
- 2020: Unter Freunden stirbt man nicht (als Koray Nayir)
- 2020: WaPo Bodensee (Folge: Stunde der Wahrheit) (als Nils Heiler)
- 2020: Ingo Thiel: ein Mädchen wird vermisst (als DJ Pepper)
- 2021: Friedmanns Vier (als Rokko) (RTL+)
- seit 2021: Ich dich auch! (Serienhauptrolle, als Yannik) (ZDFneo)
- 2022: Das Privileg – Die Auserwählten (als Ramin Rajan) (Netflix)
- 2022: Notruf Hafenkante (Folge: Falsche Freunde) (als Nael Hadid) (ZDF)
- 2022: SOKO Köln (Folge: Nie mehr allein) (als Robert Terzi) (ZDF)
- 2022: Tonis Welt (als Hannes) (VOX)
- 2022: Der Bozen-Krimi – Die Todsünde (als Raphael Zuber) (ARD)
- 2023: Am Ende – Die Macht der Kränkung (Fernsehserie)
- 2024: Das Traumschiff – Phuket (als Cedric Rust) (ZDF)
- 2024: Theresa Wolff – Lost (als Latif Lahani) (ZDF)
- 2025: Rosamunde Pilcher – Jahrestag (als Tate Wheeler) (ZDF)